# Brændegård Sø
Brændegård Sø er Fyns næststørste sø, beliggende 3 km sydøst for Korinth og 10 km nordøst for Faaborg. Det er en lavvandet sø, der dækker et areal på 108 ha. Langs søens østbred går en lille offentlig vej.

## Fugle
Der er iagttaget over 200 forskellige fuglearter ved Brændegård Sø. Den havde i 1990'erne en af Europas største skarvkolonier med op til 7100 par.
 I 2017 var der godt 1000 par, fordelt på to mindre kolonier: En på øen i søen og en på bredden i søens nordende. Øen er også en af de sjældne indlandslokaliteter for sølvmåge, sildemåge og svartbag. Også havørnen ses tit på øen, da der omkring søen er gammel højskov, der giver plads til den og sjældnere rovfuglearter såsom hvepsevåge, rød glente og duehøg.
Af andre skovfugle kan nævnes skovsneppe, huldue, natugle, ravn og kernebider. Ved søen yngler toppet lappedykker, knopsvane, grågås, gravand og gråand. Udenfor yngletiden raster store mængder af ænder og andre svømmefugle i søen. Der er store forekomster af rastende grågås, knarand, gråand, skeand, taffeland, troldand og vibe. Om vinteren ses stor og lille Stor skallesluger. Der ses hyppigt vandrefalk. Om efteråret ses tit fiskeørn, og rød glente og blå kærhøg dukker op regelmæssigt.

## Naturbeskyttelse
Brændegård Sø er en del af Natura 2000-område nr. 120 Skove og søer syd for Brahetrolleborg og 532 hektar søen   blev, sammen med Nørresø i 1986 fredet